# Trichoplusia exquisitella
Trichoplusia exquisitella là một loài bướm đêm trong họ Noctuidae.